# Diócesis de Ambatondrazaka
La diócesis de Ambatondrazaka (en latín: Dioecesis Ambatondrazakaën(sis) y en francés: Diocèse d'Ambatondrazaka) es una circunscripción eclesiástica latina de la Iglesia católica en Madagascar, sufragánea de la arquidiócesis de Toamasina. La diócesis tiene al obispo Jean de Dieu Raoelison como su ordinario desde el 11 de abril de 2015.

## Territorio y organización
La diócesis tiene 20 990 km² y extiende su jurisdicción sobre los fieles católicos de rito latino residentes en parte de la región de Alaotra-Mangoro.
La sede de la diócesis se encuentra en la ciudad de Ambatondrazaka, en donde se halla la Catedral de la Santísima Trinidad.
En 2018 en la diócesis existían 5 parroquias.

## Historia
La diócesis fue erigida el 21 de mayo de 1959 con la bula Sublimis atque fecunda del papa Juan XXIII, obteniendo el territorio de las arquidiócesis de Diégo Suárez y Tananarive (hoy respectivamente arquidiócesis de Antsiranana y de Antananarivo). Originalmente era sufragánea de la arquidiócesis de Antananarivo.
El 13 de mayo de 2006 cedió una parte de su territorio para la erección de la diócesis de Moramanga mediante la bula Cum esset petitum del papa Benedicto XVI.
El 26 de febrero de 2010 pasó a formar parte de la provincia eclesiástica de la arquidiócesis de Toamasina.

## Estadísticas
De acuerdo al Anuario Pontificio 2019 la diócesis tenía a fines de 2018 un total de 223 646 fieles bautizados.
| Año                                                                             | Población            | Población | Población      | Sacerdotes | Sacerdotes    | Sacerdotes    | Bautizados por sacerdote | Diáconos permanentes | Religiosos | Religiosos | Parroquias |
| Año                                                                             | Bautizados católicos | Total     | % de católicos | Total      | Clero secular | Clero regular | Bautizados por sacerdote | Diáconos permanentes | Varones    | Mujeres    | Parroquias |
| ------------------------------------------------------------------------------- | -------------------- | --------- | -------------- | ---------- | ------------- | ------------- | ------------------------ | -------------------- | ---------- | ---------- | ---------- |
| 1959                                                                            | 36 343               | 207 097   | 17.5           | 16         |               | 16            | 2271                     |                      | 21         | 38         | 8          |
| 1970                                                                            | 54 459               | 300 655   | 18.1           | 20         |               | 20            | 2722                     |                      | 29         | 69         | 10         |
| 1980                                                                            | 86 000               | 462 000   | 18.6           | 22         | 3             | 19            | 3909                     |                      | 29         | 90         | 14         |
| 1990                                                                            | 152 000              | 726 000   | 20.9           | 24         | 4             | 20            | 6333                     |                      | 35         | 23         | 15         |
| 1999                                                                            | 238 440              | 1 300 000 | 18.3           | 25         | 7             | 18            | 9537                     |                      | 33         | 80         | 16         |
| 2000                                                                            | 242 940              | 1 167 940 | 20.8           | 29         | 14            | 15            | 8377                     |                      | 30         | 110        | 16         |
| 2001                                                                            | 251 850              | 1 266 850 | 19.9           | 33         | 9             | 24            | 7631                     |                      | 56         | 105        | 15         |
| 2002                                                                            | 256 050              | 1 372 050 | 18.7           | 30         | 9             | 21            | 8535                     |                      | 44         | 140        | 16         |
| 2003                                                                            | 266 000              | 1 400 000 | 19.0           | 33         | 9             | 24            | 8060                     |                      | 40         | 142        | 18         |
| 2004                                                                            | 271 275              | 1 459 275 | 18.6           | 37         | 10            | 27            | 7331                     |                      | 45         | 140        | 18         |
| 2005                                                                            | 330 000              | 1 500 000 | 22.0           | 38         | 11            | 27            | 8684                     |                      | 51         | 159        | 20         |
| 2006                                                                            | 220 000              | 1 151 830 | 19.1           | 27         | 6             | 21            | 8148                     |                      | 37         | 120        | 5          |
| 2012                                                                            | 268 120              | 1 411 740 | 19.0           | 28         | 7             | 21            | 9575                     |                      | 43         | 147        | 16         |
| 2015                                                                            | 310 000              | 1 638 000 | 18.9           | 36         | 8             | 28            | 8611                     |                      | ?          | ?          | 16         |
| 2018                                                                            | 223 646              | 988 937   | 22.6           | 40         | 15            | 25            | 5591                     |                      | 60         | 170        | 5          |
| Fuente: Catholic-Hierarchy, que a su vez toma los datos del Anuario Pontificio. |                      |           |                |            |               |               |                          |                      |            |            |            |

## Episcopologio
- Francesco Vòllaro, O.SS.T. † (19 de diciembre de 1959-6 de marzo de 1993 retirado)
- Antonio Scopelliti, O.SS.T. (6 de marzo de 1993 por sucesión- 11 de abril de 2015 retirado)
- Jean de Dieu Raoelison, desde el 11 de abril de 2015